# Empire Shopping Center
Het Empire Shopping Center is een overdekt winkelcentrum in de centrum van Antwerpen.   

## Ligging
Het winkelcentrum ligt in de Diamantwijk bij het Centraal Station, tussen de Appelmansstraat / Lange Herentalsestraat en de Vestingstraat.    

## Geschiedenis
De winkelpassage dateert van het einde de jaren 1970. Op de locatie van het huidige winkelcentrum waren voorheen de bioscopen Ciné Empire en Anvers Palace gevestigd. Deze filmzalen waren prominent aanwezig in de Antwerpse filmcultuur. In de jaren 1960 en 1970 werden beide zalen verkocht aan projectontwikkelaars en gesloopt om plaats te maken voor nieuwe ontwikkelingen. Hier ontstond het Empire Shopping Center. 

## Gebruik
Het complex herbergt circa 80 kleine winkels, met name juweliers, en horecagelegenheden. Het centrum beschikt over een parkeergarage met ingangen aan de Appelmansstraat en de Vestingstraat. De garage, die beheerd wordt door Indigo telt 660 parkeerplaatsen.

## Eigendom
Het complex is eigendom van een vereniging zonder winstoogmerk (vzw), die werd opgericht op 17 mei 1977.